# Bioequivalència
Bioequivalència en farmacocinètica és l'equivalència entre els productes medicinals altrament dits fàrmacs o medicines. Amb la bioequivalència es comprova l'equivalència biològica esperada in vivo de dues preparacions d'una droga.
Dos productes medicinals són bioequivalents si són:
Equivalents farmacèutics o alternatives farmacèutiques, i les seves biodisponibilitats després de la seva administració en la mateixa dosi molar són similars en grau tal que els seus efectes respecte a l'eficàcia i seguretat siguin essencialment els mateixos.
L'equivalència farmacèutica implica la mateixa quantitat del mateix principi actiu, en la mateixa dosi per la mateixa ruta d'administració i arribant els mateixos o comparables estàndards."

## Estudi de la bioequivalència
En la planificació del disseny d'un estudi de bioequivalència és important tenir en compte els següents punts: 
- Objectiu de l'estudi de bioequivalència: màrqueting, aspectes legals, desenvolupament, perspectives d'exportació.
- Característiques de la droga a determinar: el mètode analític per a determinar-la, la vida mitjana de la droga que afecta la duració de l'estudi de bioequivalència, o l'existència d'efectes adversos.
- Elecció del centre clínic i del laboratori.
- Població d'estudi: quantitat de voluntaris o bé investigar en la bibliografia relativa a bioequivalència.
- Disseny de l'estudi de bioequivalència: encreuat (AB/BA) o replicat (ABAB/BABA).

## Europa
Segons la normativa de la Unió Europea, dos fàrmacs són bioequivalents si són farmacològicament equivalents o són alternatives farmacèutiques i la seva biodisponibilitat a la mateixa dosi molar fa que els seus efectes siguin els mateixos.

## Estats Units
Als Estats Units, la bioequivalència és regulada per la FDA.